# Орехов, Владимир Васильевич
Влади́мир Васи́льевич Оре́хов (8 ноября 1930 года, в Псковской области — 28 марта 2007 года, СПб) — правовед, доктор юридических наук, заслуженный деятель науки, доктор юридических наук, профессор, возглавлял кафедру юридического факультета СПбГУ (1989—1995).

## Биография
Владимир Васильевич Орехов родился 8 ноября 1930 года в Псковской области.
- 1953 год — окончил Ленинградский юридический институт имени М.И. Калинина. Там же окончил аспирантуру.

В течение пяти лет В.В. Орехов был самым молодым на тот момент председателем районного суда на должности народного судьи Московского районного народного суда Ленинграда.
- 1960 год — защитил кандидатскую диссертацию по теме «Борьба с телесными повреждениями по советскому уголовному праву»[1].
- C 1965 года В.В. Орехов работал в ЛГу, где возглавил одну из лабораторий Научно-исследовательского института комплексных социальных исследований.
  - Владимир Васильевич был одним из первых учёных, разработавших методологию и методику планирования предупреждения преступности на основе планов социально-экономического развития трудовых коллективов и административно-территориальных регионов.
    - B 1970 году эти разработки были представлены на Всесоюзной выставке достижений народного хозяйства в Москве и отмечены серебряной медалью.
- апрель 1983 — защитил докторскую диссертацию по теме «Социальное планирование и проблемы предупреждения преступности»[2]; доктор юридических наук.
- 1989—1995 — профессор Владимир Васильевич Орехов возглавлял кафедру юридического факультета СПбГУ.
- Владимир Васильевич Орехов скончался 28 марта 2007 года.

## Деятельность

### Научная
Профессор Орехов — автор научных трудов и учебной литературы по криминологии и уголовному праву: 
- «Социальное планирование и вопросы борьбы с преступностью»,
- «Социология в науке уголовного права: учебное пособие»
- «Уголовное право на современном этапе: проблемы преступления и наказания» (в соавторстве)
- и другие.

1992 год — Монография «Уголовное право на современном этапе: проблемы преступления и наказания» бьша удостоена премии СПбГу как лучшая научная работа года.

### Административная
B.B. Орехов был председателем диссертационных советов на юридическом факультете и членом диссертационного совета на экономическом факультете СПбГу.

Также, Владимир Васильевич входил в состав редколлегии журнала «Вестник Санкт-Петербургского университета».
Также, Владимир Васильевич занимался педагогической деятельностью.

## Награды
- 2006 — за многолетний добросовестный труд и в знак признания трудовых заслуг был награждён орденом Почёта.
- июль 1998 года — Указом Президента России B. B. Орехову было присвоено почетное звание заслуженного деятеля науки.